# Saint-Gervais-sous-Meymont

Saint-Gervais-sous-Meymont este o comună în departamentul Puy-de-Dôme, Franța. În 1 ianuarie 2022 avea o populație de 214 de locuitori.